# Prin Noi Înșine!
„Prin Noi Înșine!” a fost denumirea uneia dintre doctrinele economice promovate de Partidul Național Liberal, în prima jumătate a secolului XX. Numele acestei doctrine provine de la articolul manifest „Prin noi înșine!”, publicat la 3/16 mai 1905 de către Vintilă I.C. Brătianu în ziarul Voința Națională.
Doctrina avea să fie pusă în practică pe timpul guvernărilor liberale din 1922-1926 și 1927-1928, artizanul implemetării sale fiind Vintilă Brătianu, care a deținut funcția de ministru de finanțe.
Principalii teoreticieni ai acestui curent doctrinar au fost: Vintilă I.C. Brătianu, Ștefan Zeletin și Mihail Manoilescu.